# Ernst-August-Stadt
Die Ernst-August-Stadt ist ein historischer Stadtteil Hannovers, der im heutigen Stadtteil Mitte liegt und einen Teil des Stadtzentrums darstellt.

## Lage und Gestalt
Die Ernst-August-Stadt liegt zwischen der Bahntrasse mit dem Hauptbahnhof und der Georgstraße. Sie reicht vom Steintor bis zum Aegidientorplatz. Begrenzt wird sie von der Georgstraße im Südwesten, vom Steintor im Westen, der Kurt-Schumacher-Straße im Norden, der Bahntrasse im Nordosten, der Prinzenstraße und dem Schiffgraben im Osten sowie dem Aegidientorplatz im Süden. Wichtige Straßen im nördlichen Teil des Viertels sind die Schillerstraße, die Bahnhofstraße und die Luisenstraße, die sternförmig auf den Vorplatz des Bahnhofs, den Ernst-August-Platz zulaufen. Im südlichen Teil stellen die Theaterstraße, die Rathenaustraße mit der Verlängerung An der Börse und die Sophienstraße wichtige Achsen dar. Zentrale Plätze sind neben dem Ernst-August-Platz der Opernplatz und der Georgsplatz.

## Geschichte

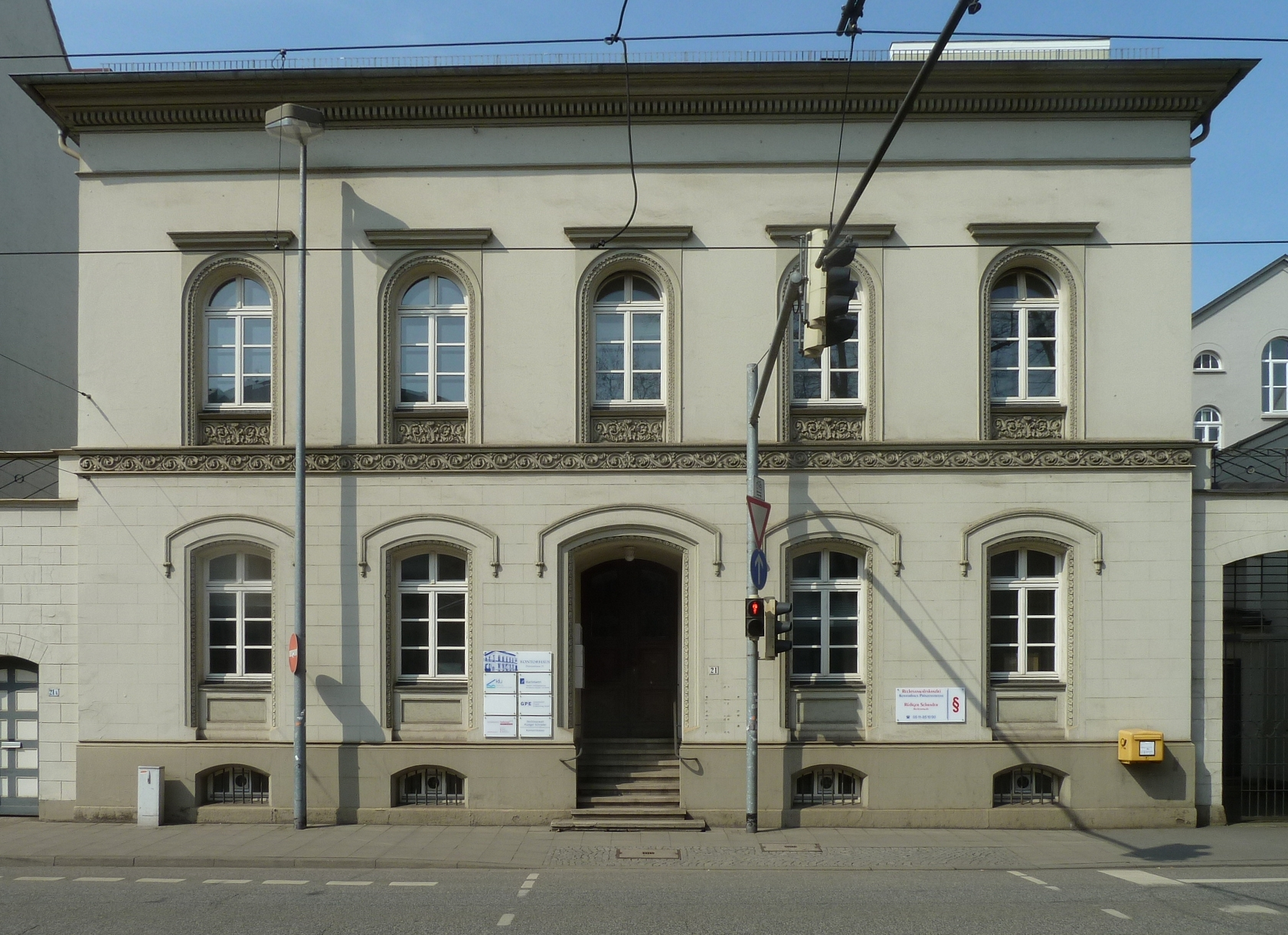
Das Haus Prinzenstraße 21, älteste erhaltene Villa der Ernst-August-Stadt

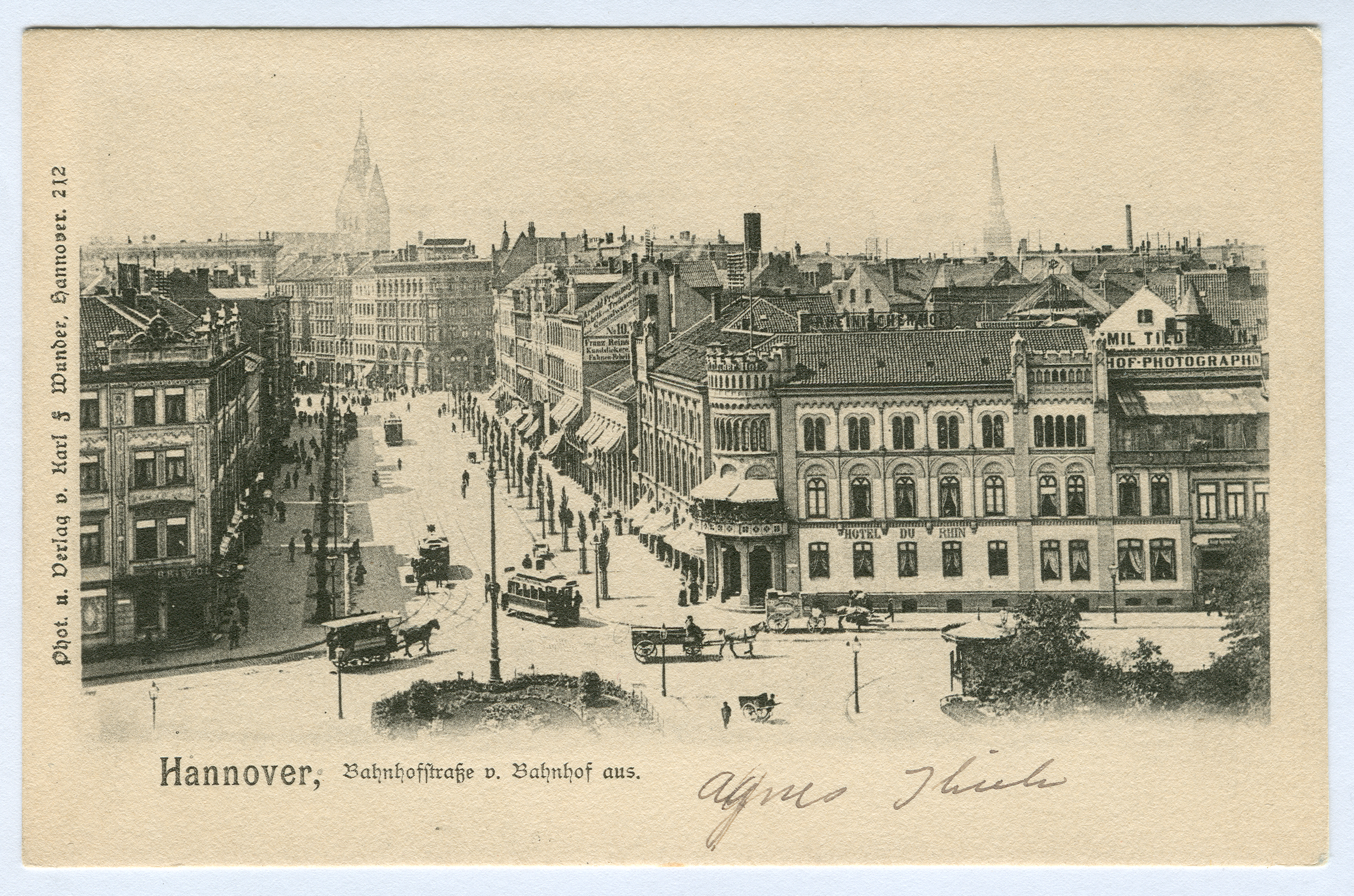
Die Bahnhofstraße etwa 1898

Nachdem Hannover im Jahre 1843 an den Bahnverkehr angeschlossen worden war, wurde 1847 das erste repräsentative Empfangsgebäude fertiggestellt. Da der Bahnhof ein wenig östlich der eigentlichen Altstadt und damit außerhalb der Stadt lag, entwarf der königliche Oberhofbaudirektor Laves ab 1845 für den dazwischen liegenden Teil des Steintorfeldes einen Bebauungsplan. Damit setzte er sich gegenüber Befürwortern einer westlichen Stadterweiterung durch. Die ursprünglich hier liegenden Wallanlagen waren nach dem Siebenjährigen Krieg geschleift worden, an ihrer Stelle verlief jetzt die Georgstraße. Laves konzipierte im neuen Viertel, für das sich allmählich der Name Ernst-August-Stadt einbürgerte, eine Reihe von Sichtachsen, die in klassizistischer Manier auf wichtige Gebäude und Plätze zuliefen, so die Theaterstraße mit der Verlängerung der Königstraße auf den Opernplatz und das Opernhaus (damals noch Hoftheater). Die durch das Viertel verlaufende Bahnhofstraße bildete zudem den letzten Teil der Laves-Achse, die von der Waterloosäule bis zum Bahnhof führte.
Durch die Anlage der Ernst-August-Stadt wandelte sich das Stadtbild von Hannover grundlegend. 1847 wurde der neue Stadtteil nach Hannover eingemeindet. Besonders Hotels siedelten sich hier an, um von der Nähe zum Bahnhof zu profitieren. Weg von der Altstadt, in Richtung Ernst-August-Stadt mit der Georgstraße und dem „Café Robby“, dem späteren „Café Kröpcke“, verlagerte sich dann später bis zum Ersten Weltkrieg fast als Selbstläufer der Schwerpunkt des City-Bereichs. Bei den Luftangriffen auf Hannover während des Zweiten Weltkriegs wurde der in der Stadtmitte liegende Stadtteil zum größten Teil zerstört. Die jetzige Bebauung stammt überwiegend aus den 1950er Jahren. 
Heute ist das Gebiet eines der belebtesten Viertel der Innenstadt. Im nördlichen Teil ist es von Einzelhandel und Fußgängerzone geprägt. Mitten durch die Bahnhofstraße verläuft unterirdisch die Niki-de-Saint-Phalle-Promenade und verbindet den Bahnhof mit dem Kröpcke. In der Luisenstraße haben sich Modegeschäfte des gehobenen Preissegments etabliert. Der südliche Teil ist von Banken, Kultur und Firmensitzen geprägt.

## Ansässige Unternehmen und Institutionen

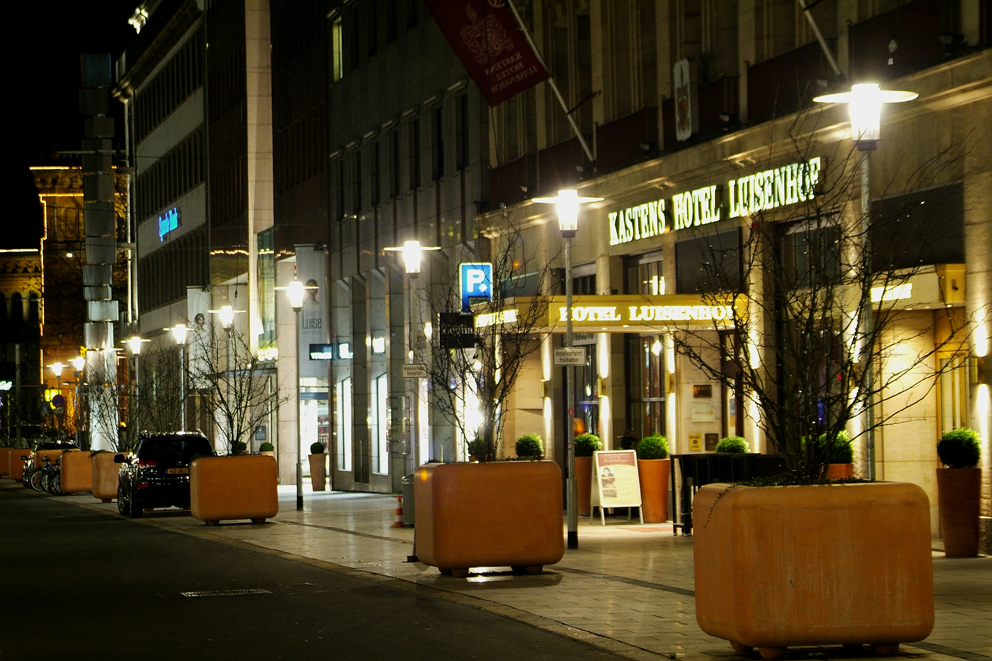
Die Luisenstraße mit Kastens Hotel Luisenhof

Im nördlichen Teil des Viertels befinden sich Filialen größerer Kaufhausketten wie C&A, Karstadt und Galeria Kaufhof sowie Hotels wie das Central Hotel Kaiserhof, das Grandhotel Mussmann und mit Kastens Hotel Luisenhof Hannovers einziges Hotel der Fünfsternekategorie. Im südlichen Teil befinden sich beispielsweise die Oper, das Schauspielhaus und der Kunstverein.